# 1676
1676 је била преступна година.

## Догађаји

### Јануар
- 8. јануар — Битка код Стромболија

### Април
- 22. април – Битка код Августе

### Јул
- 30. јул — Натанијел Бејкон је објавио „Декларацију народа Вирџиније“, започевиши Бејконову побуну против гувернера Вирџиније Вилијама Берклија.

### Датум непознат
- Википедија:Непознат датум — Започео Руско-турски рат

## Рођења

### Јануар
- 28. април — Фредерик I од Шведске, краљ Шведске

## Смрти

### Јануар
- 26. јануар — Алексеј I Романов, руски цар